# Municipio de Sagamore Hills
El municipio de Sagamore Hills (en inglés: Sagamore Hills Township) es un municipio ubicado en el condado de Summit en el estado estadounidense de Ohio. En el año 2010 tenía una población de 10947 habitantes y una densidad poblacional de 375,74 personas por km².

## Geografía
El municipio de Sagamore Hills se encuentra ubicado en las coordenadas 41°19′1″N 81°33′35″O / 41.31694, -81.55972. Según la Oficina del Censo de los Estados Unidos, el municipio tiene una superficie total de 29.13 km², de la cual 29.1 km² corresponden a tierra firme y (0.13%) 0.04 km² es agua.

## Demografía
Según el censo de 2010, había 10947 personas residiendo en el municipio de Sagamore Hills. La densidad de población era de 375,74 hab./km². De los 10947 habitantes, el municipio de Sagamore Hills estaba compuesto por el 90.95% blancos, el 5.78% eran afroamericanos, el 0.05% eran amerindios, el 1.88% eran asiáticos, el 0.01% eran isleños del Pacífico, el 0.31% eran de otras razas y el 1.01% pertenecían a dos o más razas. Del total de la población el 1.29% eran hispanos o latinos de cualquier raza.